# Pierre Le Roy

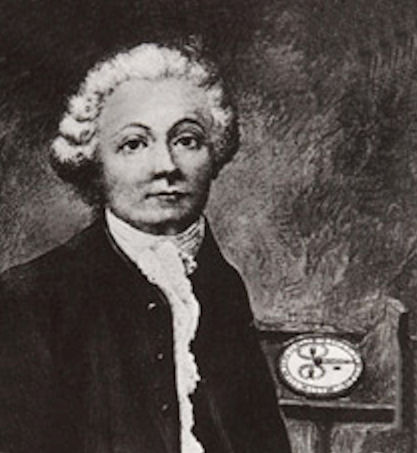
Pierre Le Roy

Pierre Le Roy (* 1717 in Paris; † 1785 in Vitry-sur-Seine) war einer der bedeutendsten französischen Uhrmacher und Erfinder. Zusammen mit Ferdinand Berthoud war Le Roy führend in der Entwicklung der Chronometerhemmungen. Er schuf eine Temperaturkompensation durch eine Bimetall-Unruh mit justierbaren Masseschrauben und der isochronen Unruhspirale. Seine Entwicklungen schufen die Grundlage für heutige mechanische Chronometer.
Le Roy wurde in Paris als Sohn des Julien Le Roy (1686–1759) geboren, welcher Hofuhrmacher von Louis XV. war und mit Henry Sully gearbeitet hatte.

## Erfindung der Chronometerhemmung
Im Jahr 1748 erfand Le Roy bereits eine erste Form der freien Hemmung. Er fertigte neben Chronometer auch Stoppuhren, jedoch liegen seine größten Erfolge bei der Konstruktion von Schiffschronometern. Wie John Harrison arbeitete er an der Verbesserung der Seetauglichkeit von Marinechronometern, was er durch eine Entkopplung von Hemmung und Unruh erreichte. Auch führte er zuerst die Verwendung von Bimetall-Reifen für die Unruh ein. Seine Methode der Temperaturkompensation erlaubte die Veränderung des Gangs ohne Veränderung der Spirallänge, da er festgestellt hatte, dass eine isochrone Unruhspirale nur eine optimale Länge aufweist, welche er folglich nicht verändern wollte. Diese Länge zeichnet sich durch eine Unabhängigkeit der Frequenz von der Amplitude aus, wodurch mechanische Uhren gleichmäßig laufen, ungeachtet des variierenden Antriebs durch das Federhaus.

## Entwicklung des modernen Marinechronometers
Nach ersten Entwürfen im Jahr 1754, baute Le Roy 1756 seinen ersten Chronometer. Die technische Weiterentwicklung seiner Chronometer führte er bis 1766 fort, als er eine Uhr mit freier Hemmung, temperaturkompensierter Unruh und isochroner Unruhspirale konstruierte, was heute die Grundlage von mechanischen Marinechronometern bildet. Die Ganggenauigkeit war vergleichbar mit der des H4 Chronometers von John Harrison.
Im Jahr 1769 erhielt Le Roy den Doppelpreis der Académie française für die beste Methode, auf See die Zeit zu messen. Dieser Erfolg basierte unter anderem auf der isochronen Unruhspirale, wegen der er mit Ferdinand Berthoud im Wettbewerb lag, die Le Roy jedoch zuerst veröffentlichen konnte. Er war auch Fachautor mehrerer Schriften über die Uhrmacherei und Chronographen, darunter Étrennes chronométriques von 1760, und wurde 1760 ebenfalls königlicher Uhrmacher.
Seine Arbeiten wurden jedoch in Frankreich weniger wertgeschätzt als die seines Zeitgenossen Ferdinand Berthoud, welcher den Titel Horloger de Marine (Marineuhrmacher) verliehen bekam. Le Roy ging daraufhin in den Ruhestand.

## Bilder

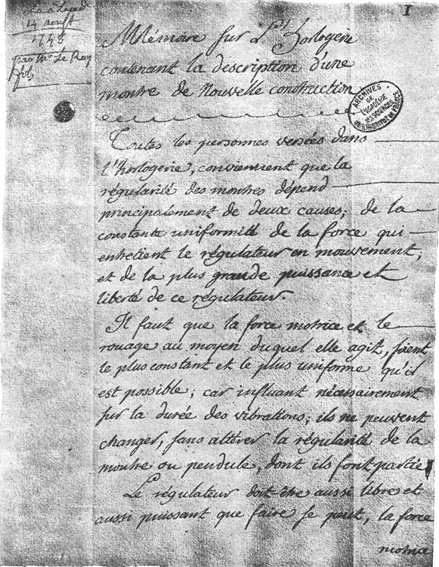
Beschreibung der Le Roy Chronometerhemmung durch die Académie des Sciences, vom 14. August 1748
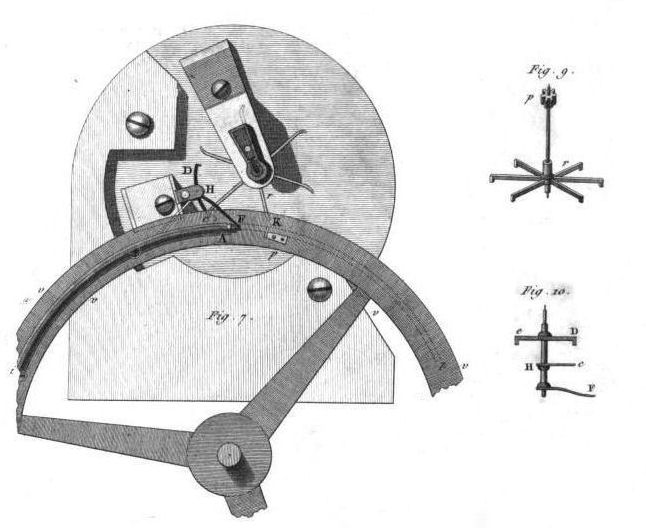
Le Roy Chronometerhemmung
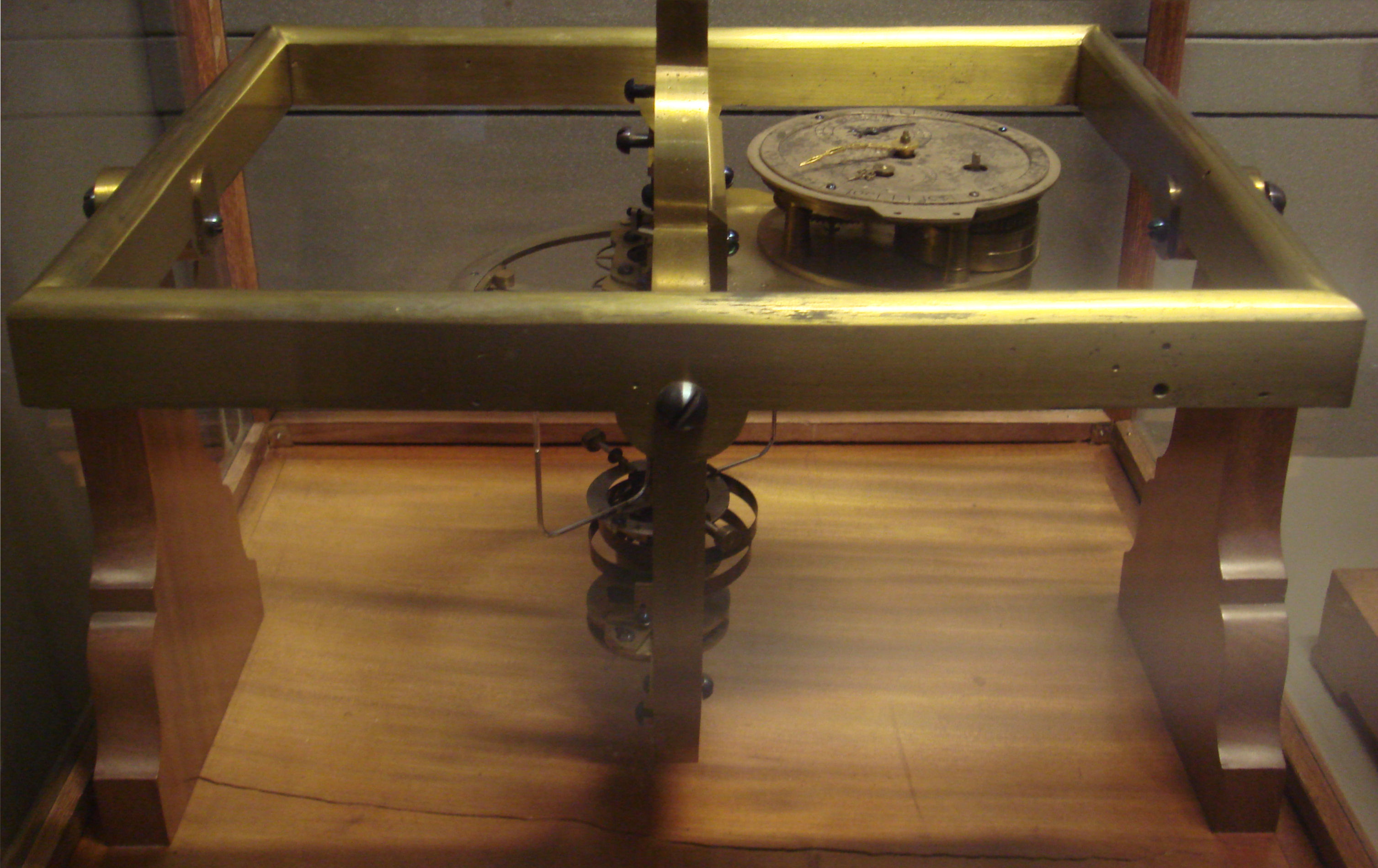
Pierre Le Roy chronometer, 1766, Musée des arts et métiers
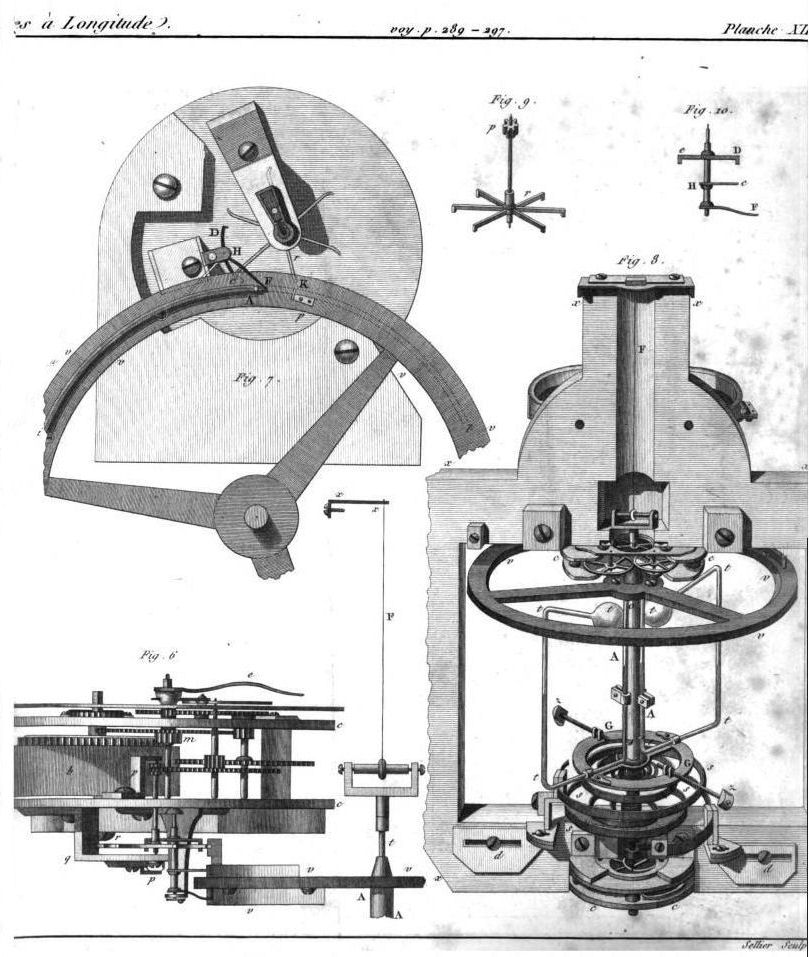
Konstruktionsplan des Le Roy Chronometers